# 國際刑警1997
《國際刑警1997》（英語：Interpol；又名《國際刑警》）是香港亞洲電視拍攝製作的時裝警匪劇集，屬1997年亞視台慶劇，全劇共40集（八個單元，一個單元為五集），由楊紹鴻擔任監製。首週播映收視點只有九點，其後更滑落一點（僅得八點）。
此劇是李道洪完成的亞視新劇，他成為亞洲電視的息影前最後作品而同年或約滿離開亞洲電視正式成為告别作，並移居中國上海。

## 单元概述
第一单元《伞之挽歌》(第1-5集):日本黑社会成员在香港被杀，国际刑警查出与日本相乐会有关。小猫和格格到日本抓人，小猫和相乐会继承人犬子产生的感情。犬子利用小猫对她的感情策划了一系列事件，最终始相乐会成为日本第一大帮会。剧中亮点在于国际刑警跟黑社会老大之间的爱恨情仇，明知不可能而为之，有情人不能终成眷属。
第二单元《罂之颂》(第6-10集):毒王昆青来香港探望弟弟，国际刑警欲捉之却屡次被他愚弄。火点竟然跟昆青有心灵感应，终于抓到昆青，和阿骥押解昆青到泰国遭伏击，火电为了捉昆青跟他进入了雨林区和众人失去联系。在昆青的村子里，火点看到世间之事不只是黑和白那么简单，村民为了治病不得不种植毒品。昆青被兄弟出卖，危急时刻火点帮他渡过难关。政府军最终找到了昆青的村子，将之夷为平地，火点无奈，昆青不知去向。
第三单元《玉山狙击》(第11-15集):开篇讲述火点因为昆青的事情终日闷闷不乐，大家好意安慰火点却因为大飞弄巧成拙。台湾警察黄河水到香港追捕黑社会人员结识了格格，从此结下不解之缘，香港国际刑警应台湾警方邀请派格格和大飞到台湾协助破案。在台湾河水与格格的感情与日俱增，但河水的前妻小君突然出现与河水复合，格格痛苦的退出。
第四单元《金钱游戏》(第16-20集):众人为格格庆祝生日，被怀疑使用伪钞，伪钞大量泛滥，商业罪案调查科派阿谦协助国际刑警调查，原来阿谦的老婆是阿骥以前的女朋友。大飞偶遇旧邻居阿明，阿明对货币极有研究，阿明鉴别出连银行都鉴别不出来的伪钞名声大噪。林占看中阿明的才能拉他下水，阿明迫于家境答应帮其制造完美的伪钞。阿谦的老婆怀孕，阿谦忙于工作浑然不觉，引起阿骥的不满，阿谦怀疑老婆跟阿骥爱火重燃竟大打出手。大飞在阿明女朋友的帮助下找到了阿明，在阿明的带领下捣破了工厂，林占也得到了应有的报应。
第五单元《隔世追魂》(第21-25集):格格昔日同窗今日女警何靖国连续梦见有人被杀，引出一系列连环杀人案。靖国按照梦的指示挖出了已经死了20年的台湾刑警的尸骨。台湾方面派黄河水来香港协助调查，河水此时已经和妻子离婚，于是又跟格格走在了一起。一系列案件都跟一个邪教有关，靖国为了揣测凶手的心理过于投入走火入魔。后来查出凶手竟然就是靖国，靖国遗传了父亲的记忆，所以知道20年前的真相。靖国由于精神不正常而将河水杀死，格格悲痛欲绝。
第六单元《北京的雪》(第26-30集):小猫和阿骥上北京查案，跟女警察阿莉合作，阿莉和阿骥互相看不惯诸多挑剔。小猫追踪疑犯，阴错阳差的打入了组织内部当卧底，结识了于樵。小猫几次差点丢了性命
第七单元《越南鬼蝶》(第31-35集):警方获悉有人偷运越南难民到美国当杀手，派卧底引蛇出洞抓获了越南人。美国派FBI的Fox协助香港国际刑警工作。大飞的女儿回到香港对火点一见钟情，让火点很是为难。蒙面人袭击警署劫走越南人，刚巧被大飞的女儿撞见，她看到蒙面人身上有鬼蝶的纹身。大飞陪女儿打球巧遇Fox的美国爸爸，大飞在看录像的时候发现Fox的爸爸身上有鬼蝶纹身，但是被一直监视他的Fox发现被他打死。原来Fox借警察的身份追查一批黄金。阮三的女友被美国人打死意欲报仇，跟Fox的爸爸同归于尽。火点发现了录像带的秘密，杀死Fox替大飞报了仇。
第八单元《轰天屠龙》(第36-40集):上单元中，因为大飞的死，把格格和小猫拉在了一起，小猫却因为病的原因故意疏远格格。昆青的弟弟昆龙为了给哥哥报仇来到香港扰乱媒介制造恐慌。大陆派于樵到香港协助调查，于樵和格格进入了亚太传讯，而后昆龙占领的亚太传讯。得知格格在亚太传讯，小猫也伺机混入。飞虎队队长程剑率队杀进大楼惨遭屠戮。小猫等人的身份被识穿。警方始萤火虫进入大厦给小猫运炸弹炸发电机，小猫突然发病。警方救出人质，格格和小猫齐心合力因爆炸弹，昆龙却趁乱从地下隧道进入金库抢劫，众人穷追不舍，终于抓住了昆龙。故事到此结束。

## 劇情簡介
香港「國際刑警」警司段祥仁，為人慢條斯理，與部下火爆剛烈的性格截然不同。他雖然有時愛嘮叨及出風頭，但每當部下遇到危難，他均能承擔作主帥的責任，聯絡世界各地刑警，借他們的力量令部下逃離險境，使犯罪集團瓦解。所以仁深受部下尊重、為其賣命。
在香港刑警中最積極及勇謀過人的乃陳小貓，自出生已學習對抗惡劣環境，從不言棄，在工作、愛情上均完全進取；卻在一次追查日本黑幫運用經濟危機控制政府的陰謀中，認識了日本黑道領袖之女狩谷犬子，二人發生感情。在貓正喜獲一生至愛時，始知原來被犬子利用，傷心透了，從此對愛情怯步。
在工作上與貓一向不咬弦的刑警之花羅籽言，是女中豪傑，獨立好勝，但極情緒化。言常不滿貓對人的熱情，認為他太矯揉、非自己類別；但在辦案上，兩人若可放下偏見，實乃不可多得的好拍檔，同樣處事講求速度，認真投入，屢建功職。另外，在感情路上，言亦波折重重。因案情需要，言到台灣辦案，不拘小節的言遇上不羈的台灣刑警黃河水，兩人相處日久漸成一對；但河水之前妻再度出現，二人感情無奈劃上休止符。
及後河水之前妻辭世，兩人以為可續前緣，偏偏天意弄人，河水不幸殉職。受盡感情折騰的言受到貓不斷開解與安慰，漸成了知交，更不知不覺產生了感情。但貓婉拒了言的情誼，原因是貓發現自己身患絕症，恐一朝病發會令言更傷心。

## 演員表
- 劉松仁 飾 黃河水
- 方中信 飾 程展驥
- 關禮傑 飾 陳小貓
- 鄧萃雯 飾 羅籽言
- 林韋辰 飾 楊火點
- 王　薇 飾 何靖幗
- 吳廷燁 飾 徐　飛
- 段偉倫 飾 段祥仁
- 曾瑋明 飾 牛　雄
- 陳正君 飾 吳　凡
- 楊恭如 飾 狩谷犬子
- 陳惠敏 飾 淺見一男
- 黃子揚 飾 九鬼英明
- 蔡濟文 飾 東條翔
- 馮　國 飾 河　津
- 關偉倫 飾 黑　崎
- 嘉　俊 飾 1 吉　村 / 2 長　毛（年青）
- 陳　銳 飾 1 野　島 / 2 阮　明
- 羅　烈 飾 1 狩　谷 / 2 長　毛
- 許秉衍 飾 1 九鬼手下 / 2 紅　旗
- 周兆麟 飾 1 九鬼手下 / 2 馬　田
- 馮麗常 飾 桃　子
- 姚芷君 飾 老闆娘
- 杜汶澤 飾 1 吉　田 / 2 梁偉文
- 李俊德 飾 1 鳱居次郎 / 2 梁偉忠
- 李美華 飾 飯　島
- 岑淑姬 飾 美奈子
- 徐少強 飾 昆　吉
- 米　奇 飾 Black Jack
- 吳　庭 飾 周　標
- 徐二牛 飾 哈　圖
- 溫偉基 飾 馬　薩
- 曾贊安 飾 阿　猜
- 鄭恕峰 飾 拉　瑪
- 鮑起靜 飾 橙　嬸
- 宗　揚 飾 洛金全
- 甄志強 飾 周永謙
- 湯鎮業 飾 林　占
- 宋本宗 飾 錢旭明
- 洪小雲 飾 阿May
- 李小惠 飾 Maggie
- 孟　海 飾 張陸豐
- 鄧浩光 飾 林劍橋
- 萬斯敏 飾 橋　妻
- 金慧英 飾 仁秘書
- 譚少英 飾 張婉盈
- 蘇　昶 飾 Michael
- 盧惠光 飾 于　樵
- 黎淑賢 飾 哈察莉
- 李道洪 飾 何永年
- 曾守明 飾 虎　牙
- 余俊峰 飾 王　雙
- 冼灝英 飾 鐵　柱
- 劉宗基 飾 東　風
- 吳曼麗 飾 樵　妻
- 佘文炳 飾 陳部長
- 劉　準 飾 朱廳長
- 顏晉霖 飾 小　軍
- 丁子峻 飾 阮志文
- 林祖輝 飾 Fox
- 莊欣玲 飾 徐詠琪
- 黃美芬 飾 亞　萍
- 李　彪 飾 Hills
- 劉志榮 飾 楊碧開
- 林　偉 飾 蘇文華
- 煒　烈
- 李樹佳
- 龔慈恩飾 小　君
- 金超群飾 阿　郎
- 范鴻軒飾 記　者

## 軼事
- 此劇為營造電影效果，利用全人手單機拍攝，結果令畫面過份搖晃而影響了收視
- 此劇聲稱用了過千萬港元於泰國邀請真正軍隊和坦克車去進行拍攝
- 此劇令盧惠光與黎淑賢成為情侶